# Gainsborough (cráter)
Gainsborough es un cráter de impacto de 95 km de diámetro del planeta Mercurio. Debe su nombre al pintor inglés Thomas Gainsborough (1727-1788), y su nombre fue aprobado por la  Unión Astronómica Internacional en 1985.